# Хайсан, Дьюла
Дью́ла Хайса́н (венг. Hajszán Gyula; род. 9 октября 1961, Шопрон, Дьёр-Мошон-Шопрон) — венгерский футболист, футбольный тренер и политик. Хайсан играл на позиции полузащитника, был участником чемпионата мира 1986 года.

## Биография

### Клубная карьера
Хайсан был воспитанником клуба «Халадаш», но на взрослом уровне за эту команду не играл. В 1979 году присоединился к клубу «Дьёри ЭТО», за который играл в течение 10 сезонов. В составе этой команды он выиграл два чемпионских титула и становился серебряным и бронзовым призёром чемпионата, а в 1984 году «Дьёр» вышел в финал Кубка Венгрии, где проиграл клубу «Шиофок» со счётом 2:1.
В 1989 году отправился в Германию, где играл за «Дуйсбург» и «Теннис Боруссия Берлин». Завершил карьеру в клубе «Дьёр», в котором отыграл два сезона, и завершил карьеру в возрасте 35 лет.

### Карьера в сборной
В составе сборной Венгрии принимал участие на чемпионате мира 1986 года, но на турнире не сыграл ни в одном матче. Всего за сборную Венгрии сыграл 37 матчей и забил 4 мяча.

### Тренерская карьера
Работал главным тренером в ряде венгерских команд, а с 2002 по 2007 год был главным тренером клуба «Дьёр».

### Политическая деятельность
В 2006 году был избран в городской совет Дьёра от политической партии Фидес — Венгерский гражданский союз.

## Достижения
«Дьёр»
- Чемпион Венгрии (2) : 1981/82, 1982/83